# Frank Griswold

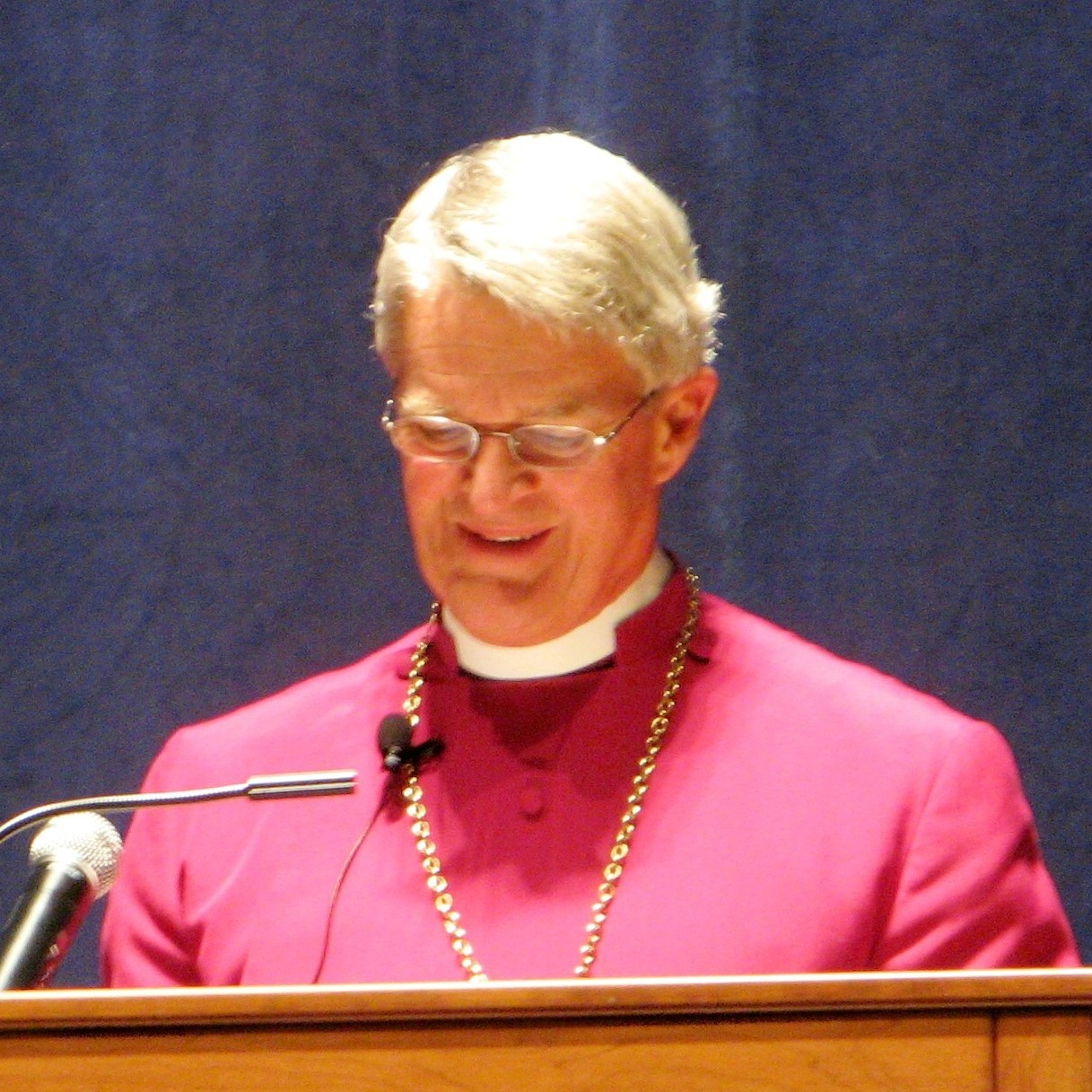
Frank Griswold, 2007

Frank Tracy Griswold III (* 18. September 1937 in Bryn Mawr, Pennsylvania; † 5. März 2023 in Philadelphia, Pennsylvania) war ein US-amerikanischer anglikanischer Geistlicher. Er war von 1998 bis 2006 Presiding Bishop und Oberhaupt der Episcopal Church in the USA.
Nach seiner Schulzeit an der St. Paul’s School in Concord (New Hampshire) studierte er englische Literatur am Harvard College und schloss 1959 mit einem Bachelor-Grad ab. 
Er absolvierte das General Theological Seminary in New York City und studierte Theologie am Oriel College der Universität Oxford in England, wo er 1962 einen Bachelor- und 1966 einen Masterabschluss erwarb. 1963 wurde er zum Priester geweiht und diente in drei verschiedenen Gemeinden der Episcopal Diocese of Pennsylvania. 1985 wurde er in der Episcopal Diocese of Chicago durch John Maury Allin zum Bischof geweiht und diente dort von 1985 bis 1987 als Bischofkoadjutor und danach von 1987 bis 1997 als Bischof.
Bei der nationalen Kirchensynode im Juli 1997 wurde er als Nachfolger von Edmund Browning in das Amt des Presiding Bishops gewählt. Seine Amtszeit begann am 10. Januar 1998 und lief am 1. November 2006 aus. Seine Nachfolgerin war Katharine Jefferts Schori.
Griswold schrieb wesentliche Teile des Eucharistischen Gebets „B“ im Book of Common Prayer (1979).